# Glarmester
Glarmester er en håndværker, der arbejder med glas.
Deres værktøj er glasskærer (også kaldet en diamant), krøsel, forskellige tænger, herunder antiktang, babytang, stifthammer, papegøjetang og spejltang.